# 志暁
志暁（しき、1994年8月2日 - ）は、日本のファッションモデル。フィンランドと日本のハーフ。N・F・B所属。

## 出演

### 広告
- ワコール
- 資生堂
- IPSA （2015年）
- PANASONIC（2015年）
- KAPITAL （2015年）
- ほぼ日（2015年）
- VEGANIE（2015年）
- CHICCA（2017年）
- JR SKISKI
- NEW YORKER BLUE
- 眼鏡市場「クラシックコレクション」篇（2018年）
- 日本コカ・コーラ（2018年）
- 三越伊勢丹（2018年）
- ストライプインターナショナル（2018年 - ）
- Yahoo!料理レシピ「キャベツ」篇（2019年）

### ショー
- 百日草茜会第30期爽快研修会 スペシャルメイクステージ
- RUNWAY for JAPAN
- 国際トータル専門学校
- ウエコレコンセプトウエディングイベント

### TV
- ゆっくり私時間～my weekend house～（日本テレビ）
- ZIP！（日本テレビ）

## 雑誌
- marie claire style
- リンネル（宝島社）
- anan（マガジンハウス）
- ELLE girl（ハースト婦人画報社）
- Gina（文友舎）
- CYAN（カエルム）
- SPUR（集英社）
- shinbiyo（新美容出版）
- GINGER（幻冬舎）
- PREPPY（エイ出版社）
- はなよめ（百日草）
- 振袖大好き！（世界文化社）
- FUDGE（三栄書房）
- BIRD（講談社）
- TRANSIT（ユーフォリアファクトリー）
- Ocappa（髪書房）
- URESTA!（女性モード社）
- ar（主婦と生活社）

## 書籍
- 「北欧テイストの編み込みこもの」
- 「WEDDING IDEAS BOOK」